# Merveille Mbalayi Mbamba
Merveille Mbalayi Mbamba est une boxeuse congolaise (RDC) née le 21 décembre 2005 à Mbujimayi.

## Carrière
Merveille Mbalayi Mbamba est médaillée d'argent dans la catégorie des moins de 60 kg aux Championnats d'Afrique de boxe amateur 2023 à Yaoundé, ainsi que dans la catégorie des moins de 63 kg aux Jeux africains de 2023 à Accra.
Elle est médaillée d'or dans la catégorie des moins de 63 kg aux Championnats d'Afrique de boxe amateur 2024 à Kinshasa.